# Intel 8232
Az Intel 8232 egy az Intel cég által gyártott lebegőpontos társprocesszor az 1980-as évekből. Az Intel a 8232-es processzort az AMD-től vásárolt licenc alapján gyártotta, az eszköz megegyezik az AMD Am9512 jelzésű csippel. Ez az eszköz az Intel terminológiájában a Floating Point Processor, „lebegőpontos processzor” elnevezést kapta. A processzor sokban különbözött elődjétől, az Intel 8231 és AMD Am9511 processzoroktól, mivel ez már 64 bites adatokat is kezelt, adatformátumai és műveletei megfeleltek az IEEE 754 szabványban előírtaknak, viszont csak a négy alapműveletet volt képes elvégezni (összeadás, kivonás, szorzás, osztás, egyszeres és duplapontos számokon), néhány kisegítő művelettel, mint pl. előjelváltás, csere, állapottörlés és a veremműveletek (push, pop). Az adatcsere az elődjéhez hasonlóan a kétirányú adatsínen keresztül lehetséges, amit a vezérlő processzor I/O vagy DMA technikákkal végezhet.
A vezérlő processzorok különfélék lehetnek, pl. Intel/AMD 8080, 8085, Zilog Z80, Motorola 6800 stb. A processzor N-csatornás MOS technológiával készült, 2, 3 és 4 MHz órajelekkel gyártották.